# Habenaria occlusa
Habenaria occlusa là một loài thực vật có hoa trong họ Lan. Loài này được Summerh. mô tả khoa học đầu tiên năm 1964.